# 巧明街
巧明街（英語：How Ming Street），是香港觀塘區的一條主要街道，位於九龍觀塘，港鐵觀塘綫牛頭角站附近。從前是工廠區，現在工業貿易商業大廈林立。

## 鄰近

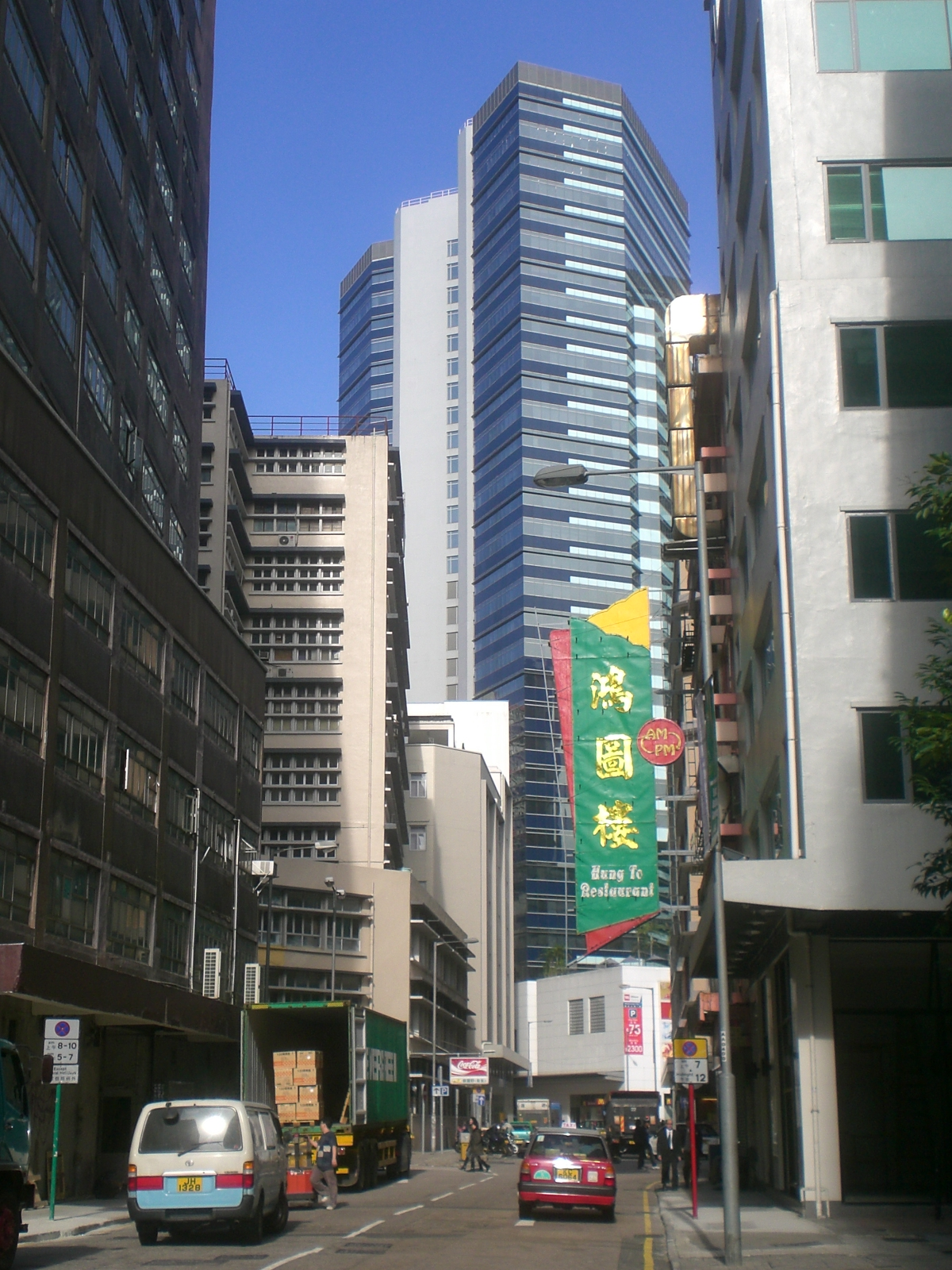
巧明街

- 牛頭角站
- 創紀之城
- 港貿中心
- 創業街
- 鴻圖道
- 偉業街
- 城東誌
- The Millennity
- 新巴巴士車廠
- 駿業街
- 開源道

## 外部連結
维基共享资源上的相關多媒體資源：巧明街